# Pałac w Szalejowie Dolnym
Pałac w Szalejowie Dolnym (niem. Schloss Niederschwedeldorf) – pałac z XVI w. w Szalejowie Dolnym  w powiecie kłodzkim,  wpisany do rejestru zabytków nieruchomych województwa dolnośląskiego.

## Historia
Pałac wybudowany jako renesansowy dwór został gruntownie przebudowany w latach 1840–1844 i 1872 na neogotycki pałac. Obiekt wraz z parkiem, w którym znajdują się pozostałości grobowca rodziny Münchhausenów, jest częścią zespołu pałacowego.
W latach 1944–1945 w pałacu mieściła się komendantura (dowództwo) lotniska polowego Luftwaffe Feldflugplatz Komturhof, mającego szczególne znaczenie w okresie, gdy front osiągnął granicę Śląska (druga połowa stycznia 1945).

## Opis
Od strony ogrodu ganek zwieńczony tarasem (balkonem) szerokim na trzy okna. Nad  środkowym znajduje się fronton zawierający kartusz z herbem szlacheckim barona von Münchhausen. Na jednym z kominków wewnątrz pałacu data 1574 z herbami po jej bokach: von Münchhausen (L) i hrabiego Friedricha Wilhelma von Redena (P, 1752-1815), właściciela obiektu po 1787. Hrabia von Reden majątek w Niederschwedeldorf zapisał w testamencie swojej siostrze Charlotcie Wilhelminie (1766-1825), żonie Ottona Friedricha von Münchhausena (1754–1828). We wnętrzu znajduje się witraż z herbami, von: Löbbecke, Münchhausen, Reden. 

## Mauzoleum
Przy pałacu znajduje się mauzoleum z 1871, odrestaurowane w 2004, z grobami:
- Hilmara Adolfa Ottona von Münchhausena (19 Februar 1826 – 27 Mai 1883)[10], męża 
  - Luizy von Löbbecke (14 September 1834 –	15 Mai 1901)[11][12], rodziców:
    - Hilmara Adolf Ottona von Münchhausena (6 April 1862 –	20 Mai 1939)[13][14]

Na ścianie mauzoleum, po prawej stronie, jest płycina z cytatem w j. niem. :
- Gott ist die Liebe und wer in der Liebe bleibt der bleibt in Gott und Gott in ihm. 1. Joh. oraz datą 29.V.16[15]
- Bóg jest miłością: kto trwa w miłości, trwa w Bogu, a Bóg trwa w nim. 1 J 4,16.

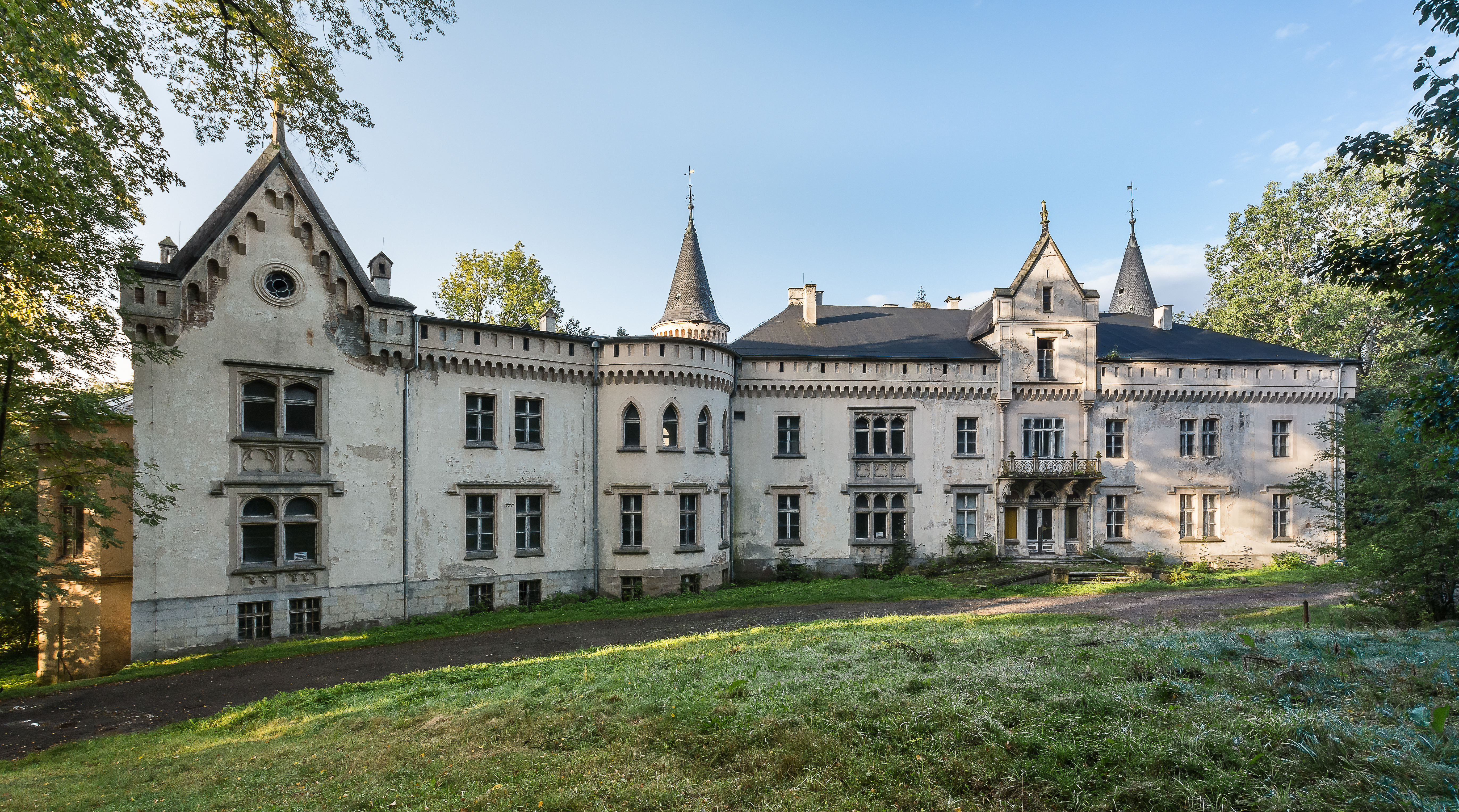
Widok od północy
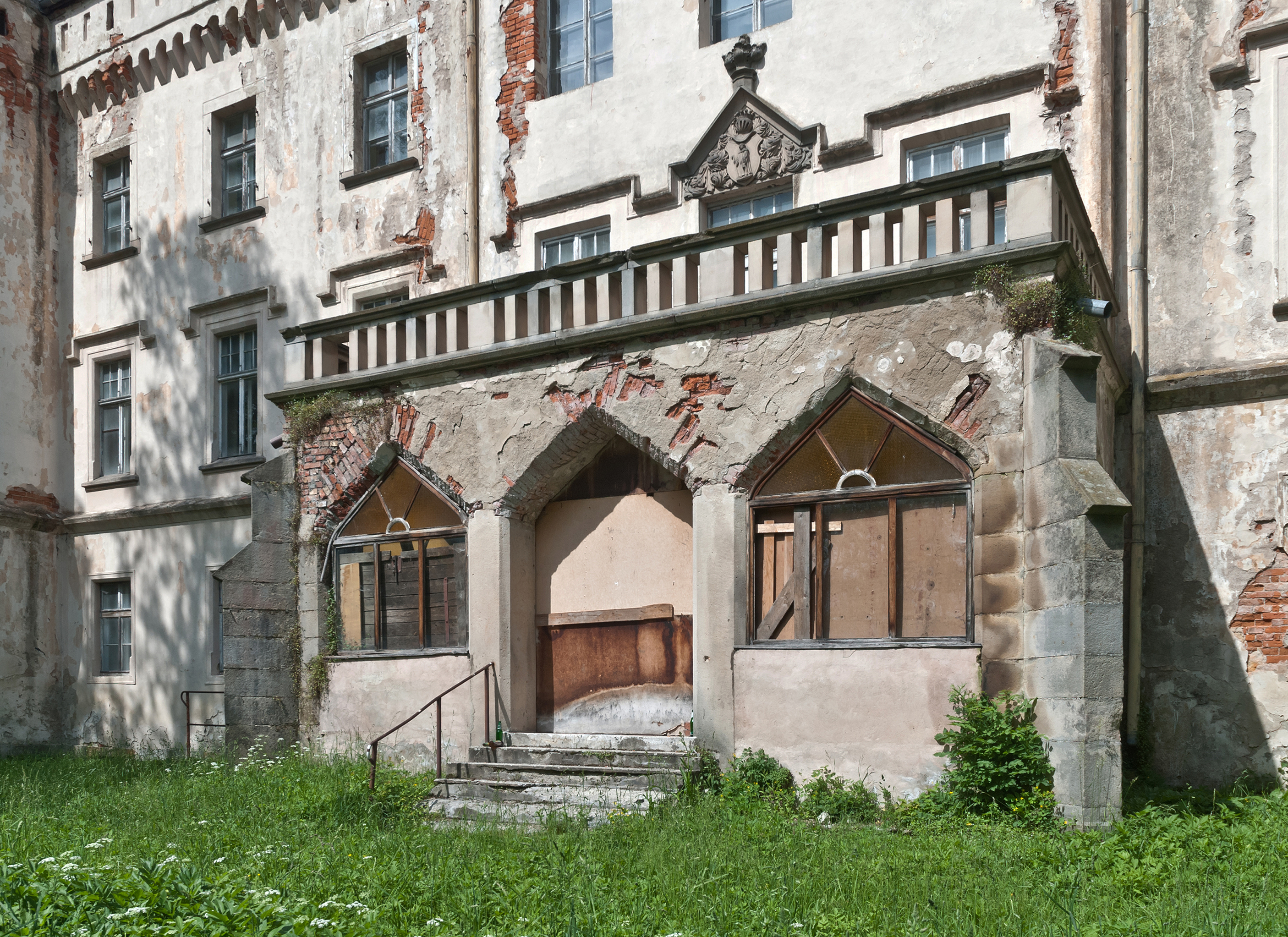
Portyk
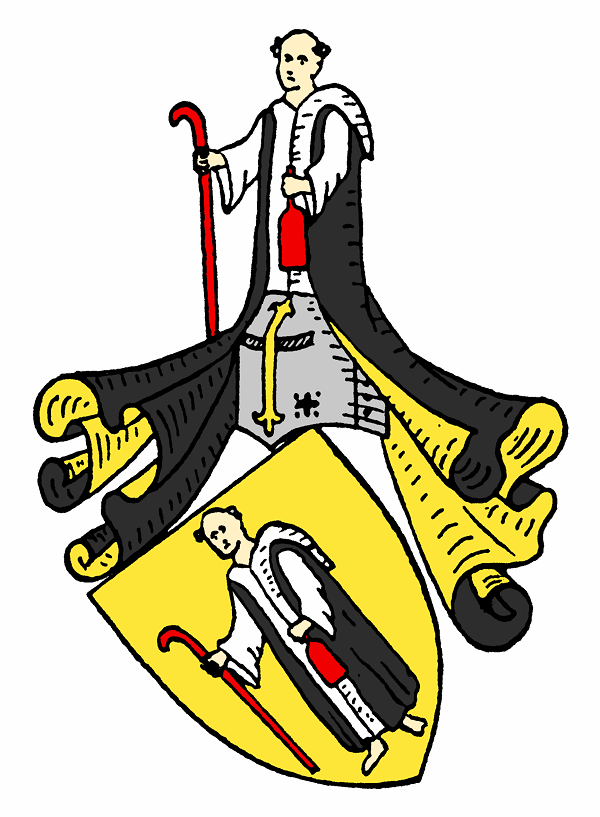
Herb v. Münchhausen
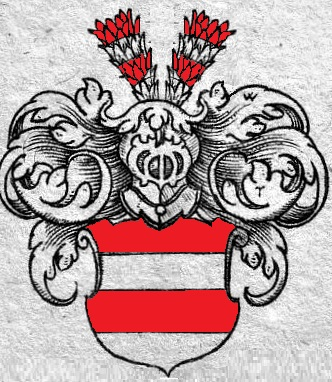
Herb von Reden
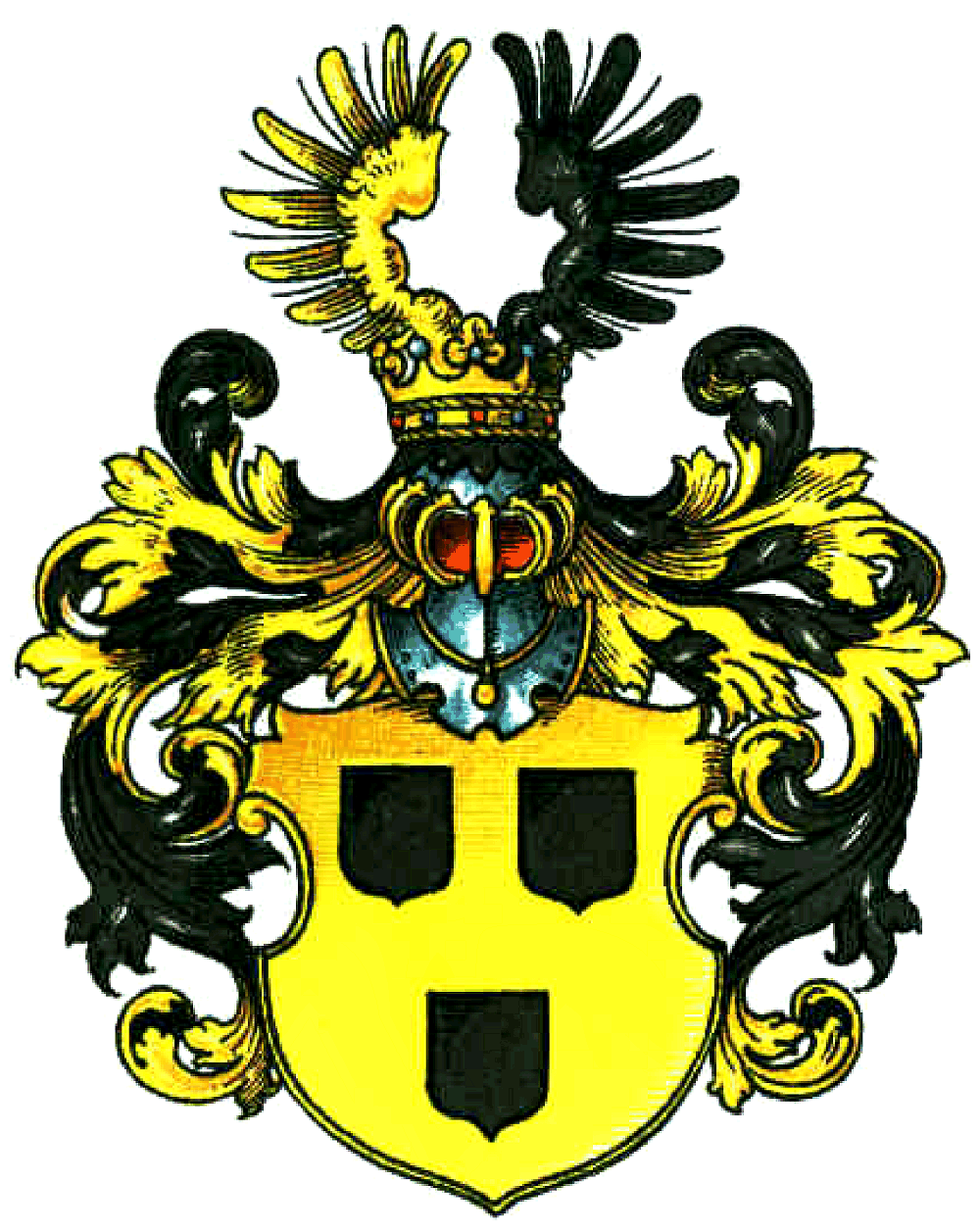
Herb von Löbbecke